# 하켄크로이츠

하켄크로이츠가 들어있는 나치 독일의 국기

하켄크로이츠(독일어: Hakenkreuz)는 아돌프 히틀러가 나치당의 상징으로 결정하였고, 1935년 9월 15일에 독일 국기에 포함하였다. 또한, 현재의 독일에서 하켄크로이츠를 묘사하거나 연상하게 하는 것을 반입하거나 제작 시, 3년 이하의 징역형에 처한다. 독일로 수출하거나 출시하는 게임이나 만화 등은 하켄크로이츠를 철십자로 묘사한다.

## 개요
하켄크로이츠가 처음 등장했을 때는 나치당이 결성된 1920년이었다. 나치즘의 상징물 중에는 아돌프 히틀러와 나치의 상징이자 전유물로 여겨지는 것들이 많다. 군인들의 거위걸음, 모자에 달린 해골마크, 검은색 제복과 갈색 셔츠, 장화, 오른손을 쳐든 그들의 인사법 등이다. 하켄크로이츠도 그 중의 하나이다. 그러나, 하켄크로이츠는 원래 고대 게르만족의 이른바 '룬 문자'라고 불리는 문자 형태의 한 종류로서 일종의 기호였던 것이다. 오른팔을 들고 높이 손을 뻗어 하는 경례법도 원래는 고대 로마 제국이 사용하던 것이었다 (이 인사법은 이탈리아 파시스트들이 먼저 채용했다. 원래 로마 제국 군단병들의 경례였으며, 파시스트들이 자신들을 로마 군단의 후예로 선전하면서 채택한 것이다).
그러나, 하켄크로이츠는 제2차 세계 대전 이후로 서양에서 나치스를 상징하는 것으로 굳어버려 금기시되고, 독일에서는 나치즘을 선전하거나 광고하기 위하여 하켄크로이츠를 사용하는 것은 법률로 금지되어 있다. 현대 백인 인종주의 극우파들도 이 하켄크로이츠 외에 다양한 변종을 사용한다.
히틀러는 일찍부터 선전에 관심을 기울인 사람으로서, 제1차 세계 대전 당시 군복무 경험을 바탕으로 깃발의 중요성에 많은 관심을 기울였다. 자연스럽게 그는 일찍부터 깃발을 만드는 문제에 관심을 기울였다. 물론 깃발을 제정하는 데 있어서 가장 우선적으로 고려해야 했던 것은 자신들의 신념을 정확하게 나타낼 수 있으며, 사람들에게 강렬한 이미지를 심어줘야 하는 것이었다. 나의 투쟁에서 히틀러는 다음과 같이 썼다.
| “ | 효과가 많은 기장은 대개의 경우 어떤 운동에 대한 관심에 대한 최초의 유인을 줄 수가 있는 것이다 | ” |

각설하고, 히틀러가 깃발을 제정할 때 몇 가지 고려한 것이 있었다. 무엇보다 깃발은 세계관을 드러내는 것이라고 믿었기에 그 세계관을 적절히 표현할 수 있는 것이 필요했다. 그가 고려한 것은 다음과 같다.
1. 민족으로서 의미를 가질 것
2. 공산당 및 사민당에 대항할 수 있는 색깔
3. 새로운 운동으로써 상징함
4. 민중에 대한 심리적 파급 효과

특히 그가 주목한 것은 색깔의 사용 문제였다. 적색은 필요했다. 적색은 붉은 피를 상징하고, 히틀러에게는 피의 순수성을 의미했다. 또한 사민당과 공산당의 색깔이기도 했다. 그들의 수단을 빼앗아 사용함으로써 그들에 대한 투쟁을 극대화하려고 한 것이다. 또한 붉은색에서 오는 느낌이 사람들을 흥분시키고 그들의 충동을 유발한다고 보았던 것이다. 요아힘 페스트가 쓴 (히틀러 평전)을 보면, 히틀러는 마르크스주의자들로부터 많은 것을 배웠다. 그들의 이념을 배운 게 아니라, 그들의 수단과 방법을 배워 그것을 나름대로 정리, 발전시켜 그들을 타도하는 데 그는 사용했던 것이다.
하켄크로이츠는 앞서 언급한 것처럼 고대 게르만족이 행운의 상징으로 사용하던 룬 문자의 하나이다. 게르만족과 아리아 인종의 고유성과 우월성을 주장하는 히틀러에게는 주목하지 않을 수 없는 게르만족 고유의 상징이다. 반 유대 민족주의 관점에서 당연히 게르만족 고유의 상징이 채택된 것이다.
새로이 제정된 당기는 1920년에 처음으로 그 모습이 공개되었다. 그리고 1945년까지 독일 전역에서 사용되다가 동독과 서독에서 나치즘을 선전하거나 광고하기 위한 하켄크로이츠를 사용하는 것을 금지했다.

## 같이 보기
- 나치 친위대
- 전범기
- 나치 독일의 국기
- 이탈리아의 국기 (이탈리아 왕국)
- 낫과 망치 (소비에트 연방)
- 나치 경례
  - 로마식 경례
- 만자문
- 욱일기